# Добжинювка (Монецький повіт)
Добжинювка (пол. Dobrzyniówka) — село в Польщі, у гміні Ясьонувка Монецького повіту Підляського воєводства.
Населення — 34 особи (2011).
У 1975—1998 роках село належало до Білостоцького воєводства.

## Демографія
Демографічна структура станом на 31 березня 2011 року:
|          | Загалом | Допрацездатний вік | Працездатний вік | Постпрацездатний вік |
| -------- | ------- | ------------------ | ---------------- | -------------------- |
| Чоловіки | 14      | 3                  | 8                | 3                    |
| Жінки    | 20      | 4                  | 9                | 7                    |
| Разом    | 34      | 7                  | 17               | 10                   |